# Edna Savage
Pour les articles homonymes, voir Savage.
Edna Savage (née le 21 avril 1936 à Warrington et morte le 31 décembre 2000 à Ormskirk) est une chanteuse britannique.

## Biographie
Son père est un paysagiste, sa mère chante en amatrice, elle a deux sœurs aînées. Elle quitte l'école à quinze ans. Elle suit une formation de téléphoniste, mais après que quelques groupes l'amènent à chanter pour eux localement, elle quitte le poste de téléphoniste pour chanter professionnellement.
Elle auditionne deux fois pour la BBC avant de faire sa première émission, en 1954. Elle enregistre des disques, dont seul Arrivederci Roma, version en anglais, atteint la 19e place du UK Singles Chart. Elle participe à Eurovision: You Decide, le concours pour représenter le Royaume-Uni au Concours Eurovision de la chanson 1957.
Outre un bref mariage avec son compatriote Terry Dene, Savage s'est mariée trois fois de plus.

## Discographie
| Année | Titre                                      | Auteurs-Compositeurs             | Orchestre                                          | Label et référence catalogue |
| ----- | ------------------------------------------ | -------------------------------- | -------------------------------------------------- | ---------------------------- |
| 1955  | I'll Be There                              | Wayne                            | Ron Goodwin Orchestra                              | Parlophone R4017             |
| 1955  | Evermore                                   | Levine/Roberts                   | Ron Goodwin Orchestra                              | Parlophone R4017             |
| 1955  | Stars Shine in Your Eyes                   | Rota/Parsons/Turner              | Ron Goodwin Orchestra                              | Parlophone R4043             |
| 1955  | A Star is Born                             | Roberts/Hennessy                 | Ron Goodwin Orchestra                              | Parlophone R4043             |
| 1955  | Candlelight                                | Miller/Roberts/Trevor            | Ron Goodwin Orchestra                              | Parlophone R4067             |
| 1955  | In the Wee Small Hours of the Morning      | Mann/Hilliard                    | Ron Goodwin Orchestra                              | Parlophone R4067             |
| 1955  | Arrivederci Darling                        | Rascel/Fishman                   | Accompagnée directement par Peter Knight           | Parlophone R4097             |
| 1955  | Bella Notte                                | Lee/Burke                        | Accompagnée directement par Peter Knight           | Parlophone R4097             |
| 1956  | Tell Me, Tell Me, Tell Me that You Love Me | Goodwin/Sheridan                 | Ron Goodwin Orchestra                              | Parlophone R4139             |
| 1956  | Please Hurry Home                          | Raleigh/Gaze                     | Ron Goodwin Orchestra                              | Parlophone R4139             |
| 1956  | My Prayer                                  | Kennedy/Boulanger                | Accompagnée directement par Reg Owen               | Parlophone R4226             |
| 1956  | Me 'n You 'n the Moon                      | Cahn/Van Heusen                  | Accompagnée directement par Reg Owen               | Parlophone R4226             |
| 1956  | A Tear Fell                                | Randolph/Burton                  | Ron Goodwin Orchestra                              | Parlophone R4159             |
| 1956  | Something Old, Something New               | Bower/Woof                       | Ron Goodwin Orchestra                              | Parlophone R4159             |
| 1957  | Never Leave Me                             | Jenkins                          | Ron Goodwin Orchestra                              | Parlophone R4253             |
| 1957  | Don't Ever Go (I Need You)                 | Maxin                            | Ron Goodwin Orchestra                              | Parlophone R4253             |
| 1957  | Me Head's in de Barrel                     | Hilliard/DeLugg                  | Ron Goodwin Orchestra                              | Parlophone R4301             |
| 1957  | Five Oranges, Four Apples                  | Mann/Curtis                      | Ron Goodwin Orchestra                              | Parlophone R4301             |
| 1957  | Diano Marina                               | Weedon/Innes                     | Reg Owen Orchestra                                 | Parlophone R4360             |
| 1957  | Let Me Be Loved                            | Livingston/Evans                 | Reg Owen Orchestra                                 | Parlophone R4360             |
| 1958  | Near You                                   | Goell/Craig                      | Accompagnée directement par Bob Sharples           | Parlophone R4489             |
| 1958  | Why, Why, Why                              | Vidalin/Datin/Roberts            | Accompagnée directement par Bob Sharples           | Parlophone R4489             |
| 1958  | Once Killalee                              |                                  | Ron Goodwin Orchestra                              | Parlophone R4420             |
| 1958  | My Shining Star                            | Masters/Olias                    | Ron Goodwin Orchestra                              | Parlophone R4420             |
| 1958  | Tiptoe Through the Tulips                  | Burke/Dubin                      | Edwin Braden & his Orchestra with Michael Holliday | Columbia (UK) SEG 7836 (EP)  |
| 1958  | 'S Wonderful                               | Gershwin/Gershwin                | Edwin Braden & his Orchestra with Michael Holliday | Columbia (UK) SEG 7836 (EP)  |
| 1958  | Tea for Two                                | Youmans/Caesar                   | Edwin Braden & his Orchestra with Michael Holliday | Columbia (UK) SEG 7836 (EP)  |
| 1958  | Goodnight My Love                          | Tobias/Lemare/Arnheim            | Edwin Braden & his Orchestra with Michael Holliday | Columbia (UK) SEG 7836 (EP)  |
| 1959  | Beautiful Love                             | Gillespie/Young/King/van Alstyne | Accompagnée directement par Ron Goodwin            | Parlophone R4572             |
| 1959  | Maybe This Year                            | Stelman/Wakeley                  | Accompagnée directement par Ron Goodwin            | Parlophone R4572             |
| 1960  | All I Need                                 | Stanford/Donahue                 | Accompagnée directement par Ron Goodwin            | Parlophone R4648             |
| 1960  | Everyday                                   | Hardy/Petty                      | Accompagnée directement par Ron Goodwin            | Parlophone R4648             |